# Дудки
Дудки́ — село в Україні, у Вишгородського району Київської області. Населення становить 30 осіб. Входить до складу Димерської селищної громади Вишгородського району Київської області.
| Україна | Це незавершена стаття з географії України. Ви можете допомогти проєкту, виправивши або дописавши її. |